# Psychoda helotes
Psychoda helotes är en tvåvingeart som beskrevs av Quate 1962. Psychoda helotes ingår i släktet Psychoda och familjen fjärilsmyggor. Inga underarter finns listade i Catalogue of Life.